# 817 Annika
817 Annika este un asteroid din centura principală, descoperit pe 6 februarie 1916, de Max Wolf.